# Byåsen
Byåsen est un quartier de la ville de Trondheim en Norvège, situé à l'ouest du centre de la ville. La zone est principalement résidentielle et comptait 32 136 habitants en 2003. Le nom de Byåsen peut être traduit en « colline de la ville », ce qui décrit sa position surplombant le reste de la ville.